# Vanilla appendiculata
Vanilla appendiculata är en orkidéart som beskrevs av Robert Allen Rolfe. Vanilla appendiculata ingår i släktet Vanilla och familjen orkidéer. Inga underarter finns listade i Catalogue of Life.